# HomePod
HomePod é uma linha de alto-falantes inteligentes desenvolvida pela Apple Inc. Projetada inicialmente para funcionar com o serviço de assinatura Apple Music, os aparelhos HomePod também atuam como uma central para o HomeKit, framework de casa inteligente da Apple, e funcionam via comando de voz com a assistente virtual da empresa, a Siri.

## Modelos
Até hoje, a Apple já lançou três modelos da linha HomePod:

### HomePod
O HomePod original foi anunciado em 5 de junho de 2017, na Apple Worldwide Developers Conference (WWDC) e descontinuado em 5 de junho de 2017.

### HomePod mini
Lançado como uma alternativa ao HomePod original em 13 de outubro de 2020.

### HomePod (2ª geração)
O HomePod de segunda geração foi anunciado em 18 de janeiro de 2023 e a previsão é para que seja lançado em 3 de fevereiro.